# Castello di Hrubá Skála
Il castello di Hrubá Skála (in ceco Zámek Hrubá Skála) si trova nell'omonimo comune del Distretto di Semily nella Regione di Liberec, Repubblica Ceca. Il complesso fortificato inizia la sua storia attorno al XIV secolo.

## Storia

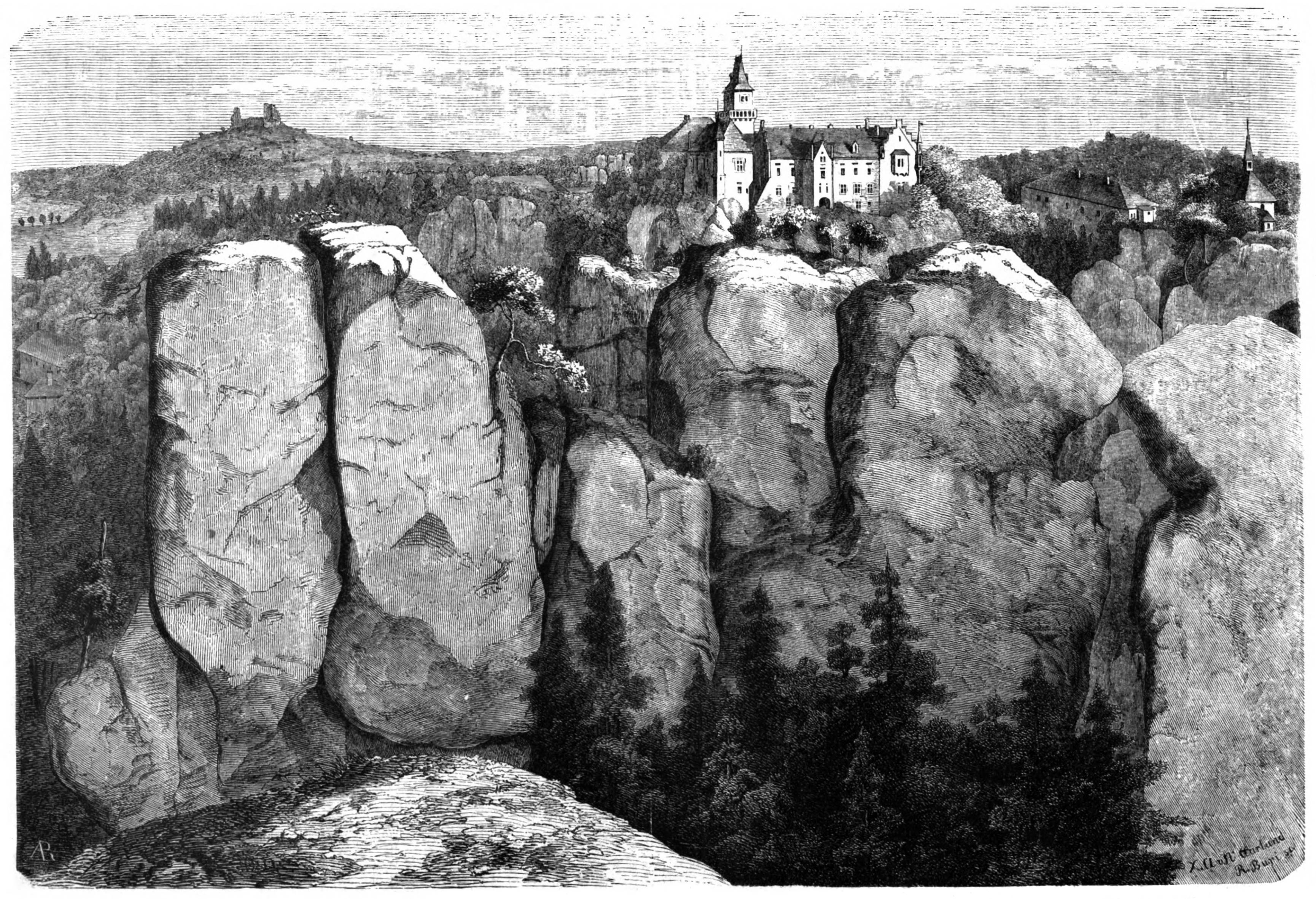
Castello di Hrubá Skála in una stampa del 1859

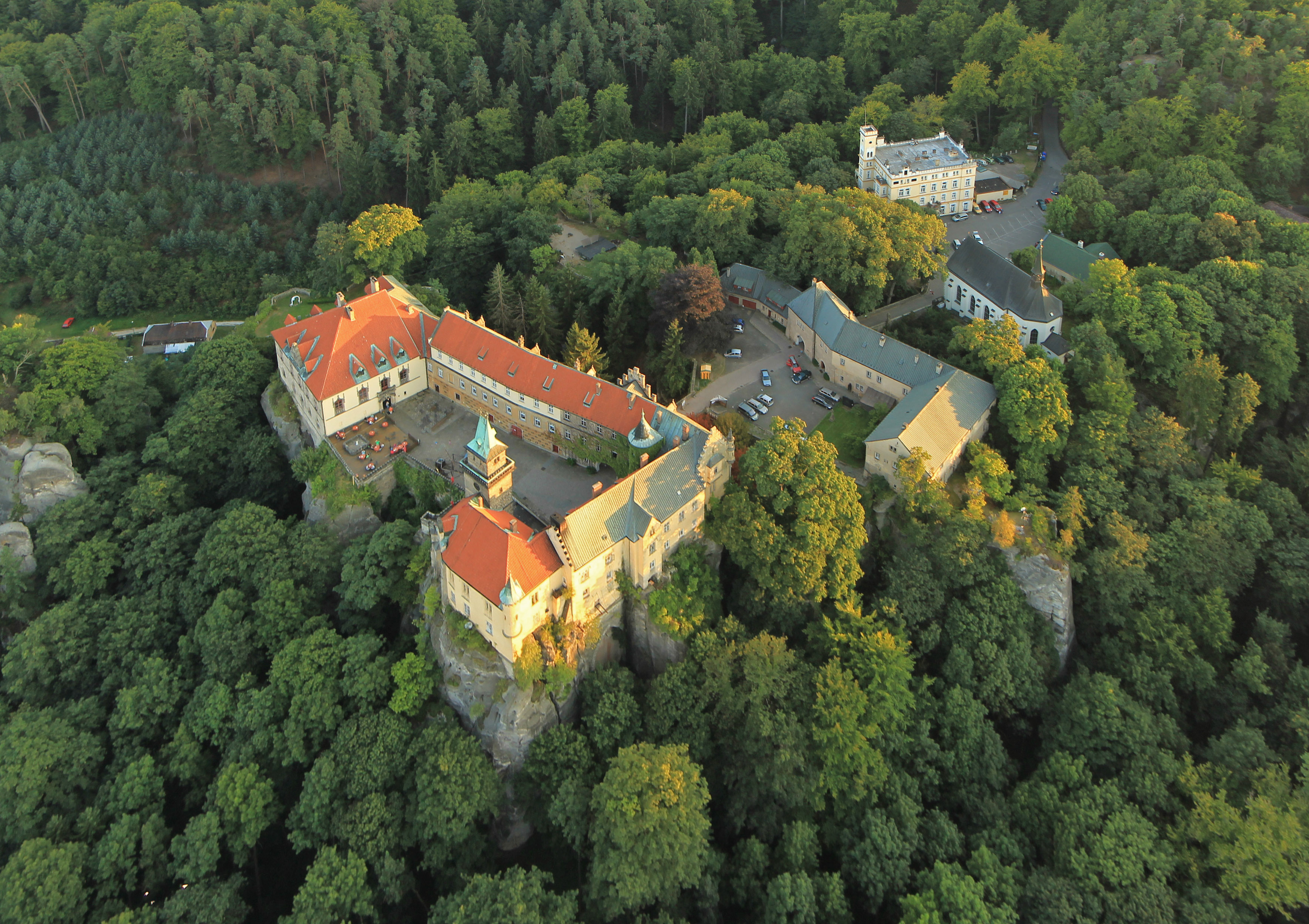
Vista aerea del complesso

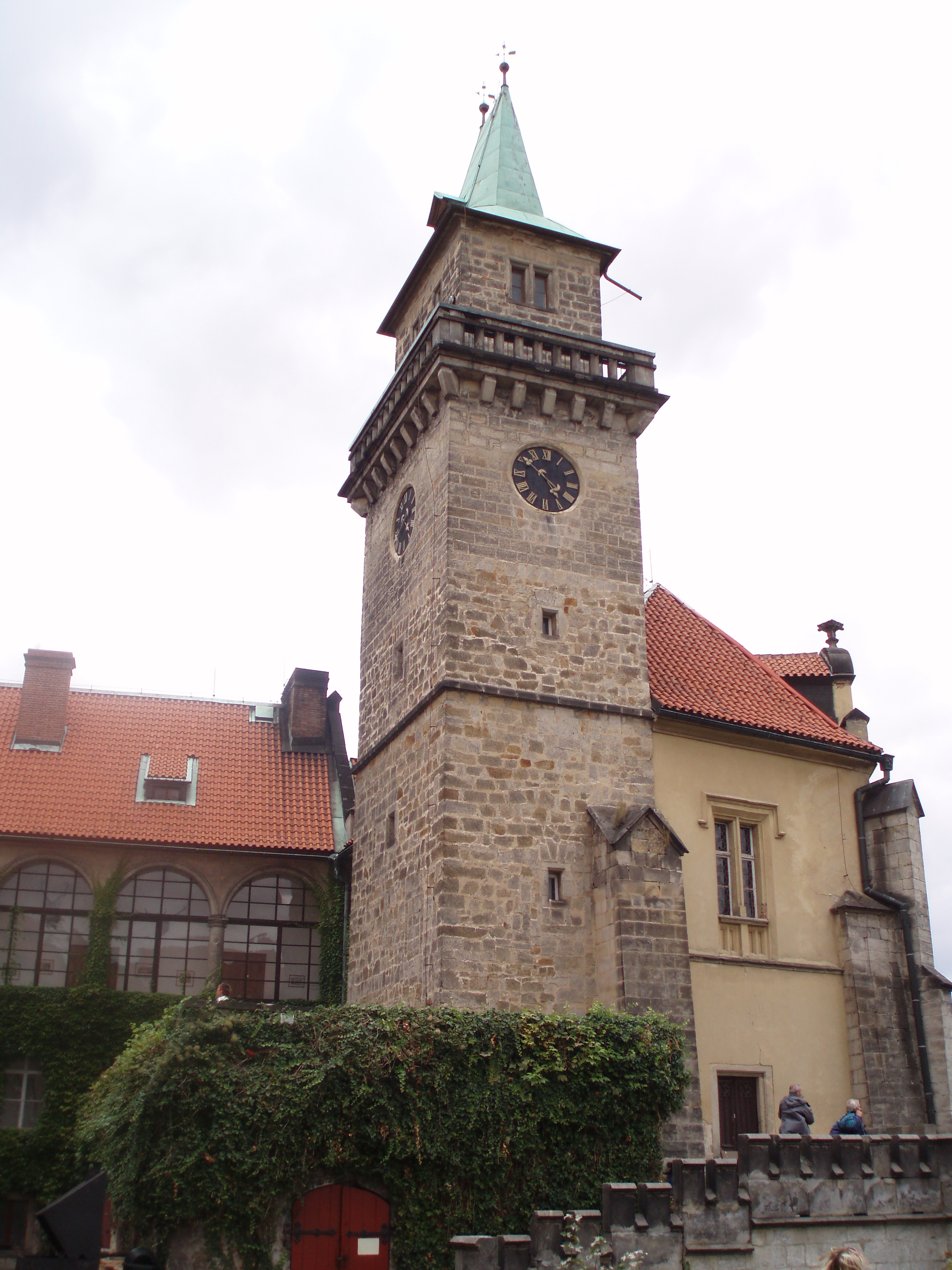
Torre quadrata con orologio

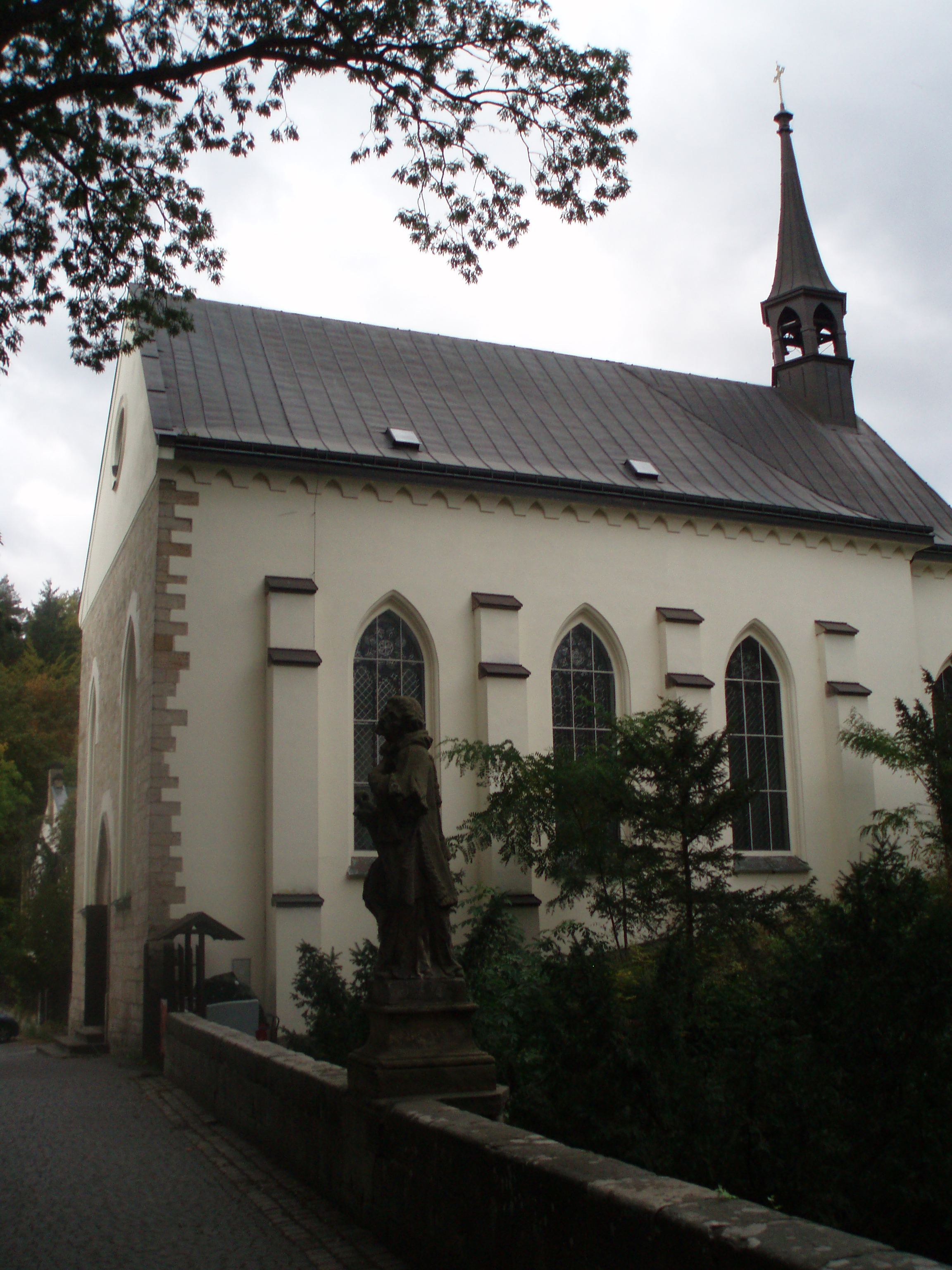
Chiesa di San Giuseppe

Il primo castello in stile romanico sul sito fu costruito da Hynek di Waldstein  sulle rocce di arenaria che dominano il territorio già in epoca medievale, attorno all'inizio del XIV secolo. Dal punto di vista strategico la posizione permetteva il controllo di un'ampia area attorno. I Waldstein mantennero il castello sino alla fine del XIV secolo e successivamente passò ai signori di Jenštejn e poi agli Zajíc di Házburk. Nel 1469 il castello fu assediato dall'esercito reale, dal 1492 entrò tra le proprietà degli Svojanovských di Bozkovice e dal 1524 degli Smiřicky, che lo mantennero sino alla guerra dei trent'anni. Durante i dominio degli Smiřicky il castello fu ricostruito in forme di dimora rinascimentale a tre ali. Dopo la guerra dei trent'anni ritornò in possesso della famiglia Waldstein che pensò nei primi temmpi alla sua demolizione ma alla fine decise per riempire solo il fossato. Nel 1710 il castello bruciò e fu necessaria una sua ricostruzione e, in tale occasione, venne ampliato.
Un nuovo incendio nel 1804 colpì la struttura nella sua parte occidentale e durante i lavori che neseguirono le aree circostanti vennero adattate in un giardino all'inglese. Nel 1821 la proprietà passò a Jan Lexa di Aehrenthal e nel 1859 il castello fu ricostruito in stile neogotico. Il castello acquisì l'aspetto che ci è pervenuto durante la ricostruzione del 1923.

## Descrizione
Il castello si trova a breve distanza da Hrubá Skála, comune della Regione di Liberec, Repubblica Ceca. Posto su rocce che raggiungono i 60 metri domina la valle del fiume Libuňka. Della struttura originale si conserva il muro meridionale. L'ala dove si trova l'accesso principale è di origine rinascimentale, ad eccezione della cinta muraria esterna originariamente fortificata. L'ala trasversale nord e il palazzo posto a sud appartengono a due diversi corpi di fabbrica poi unificati. Adiacente all'ala nord del palazzo si alza la torre a base quadrata. Nell'area del castello si trova la chiesa neogotica dedicata a San Giuseppe.

### Monumento culturale della Repubblica Ceca
La tutela dei monumenti della Repubblica Ceca considera il complesso del castello di Hrubá Skála un monumento culturale tutelato col numero di catalogo 1000152223.

## Nella cultura di massa
Nel castello è stato girato il film fiabesco Principe Baja.